# 스와트 캣츠
스와트 캣츠(영어: SWAT Kats: The Radical Squadron)는 해나 바베라가 기획한 미국의 TV 애니메이션이다. 이 시리즈는 메가캣시의 가상의 대도시에서 발생 완전히 의인화 된 분들에 의해 채워된다고 알려진 "캣츠". 직함이 스와트 캣츠는 무기의 배열을 가진 최첨단 전투기를 가지고이 자경단 조종사이다. 시리즈 전반에 걸쳐, 그들은 다양한 악당뿐만 아니라 메가캣시의 군사 경찰, 시행자를 직면하고있다.

## 성우진

### KBS더빙판
- 장승길 - 찬스 펄롱/T-보 뉴
- 양지운 - 제이크 클로 슨/레자
- 송도영 - 칼리 브릭스